# スワニー (護衛空母)
スワニー (USS Suwannee, CVE-27) は、アメリカ海軍の護衛空母。サンガモン級の2番艦。艦名はジョージア州からフロリダ州を流れるスワニー川に因んで命名された。

## 艦歴
「スワニー」はシマロン級給油艦から改装された護衛空母4隻の内の1隻であった。最初は民間船「マーケイ (Markay, MC hull 5) 」の船名でニュージャージー州カーニーのフェデラル・シップビルディング・アンド・ドライドック社で1938年6月3日に起工し、1939年3月4日にハワード・L・ヴィッカリー夫人によって進水、キーストーン・タンクシップ社によって運用された。1941年6月26日にアメリカ海軍によって取得され「スワニー」と改名し、艦隊給油艦 (AO-33) として1941年7月16日にジョーゼフ・R・ランノム艦長の指揮下で就役した。
大西洋艦隊（アーネスト・キング大将）で給油艦として6ヵ月間活動した後、スワニーは1942年2月14日にAVG-27（航空機搭載護衛艦）に艦種変更される。2月21日に空母へ転換のためバージニア州ニューポート・ニューズで退役し、作業完了後8月20日にACV-27（補助空母）に艦種変更、1942年9月24日にジョゼフ・J・クラーク艦長の指揮下で再就役した。

### 1942年
1ヵ月後、「スワニー」はハンプトン・ローズを出撃し、トーチ作戦に参加するため北アフリカ海域に向かった。途中で空母「レンジャー (USS Ranger, CV-4) 」と合流し、中央攻撃部隊とともにフェダラ近海を通過して北方から主目標であるカサブランカを目指した。11月8日早朝、モロッコ沖に到着したスワニーは、数日間にわたってF4F戦闘機を飛ばして空中哨戒と対潜哨戒を行い、TBF雷撃機は「レンジャー」の航空機と合同で爆撃任務に就いた。11月8日から11日にかけて繰り広げられたカサブランカ沖海戦の間、「スワニー」の航空機は255回出動し、戦闘行為で3機、運用上の事故で2機を喪失した。
11月11日、「スワニー」の哨戒機はフェドハラ・ローズでUボートを発見して攻撃し、撃沈したと報告した。しかし、実際にはその潜水艦は、カサブランカから出撃してきた3隻のヴィシー政権側の潜水艦のうちの1隻だった。いずれにせよ、「スワニー」は対潜攻撃で初めて戦果を挙げた護衛空母となり、護衛空母による対潜任務が十分に通用する事を立証した。
「スワニー」は11月中旬まで北アフリカ海域で行動した後、バミューダ諸島経由でノーフォークに向かい、11月24日にハンプトン・ローズに帰投した。その後、12月5日に出港して南太平洋に向かった。12月11日から12日にかけてパナマ運河を通過し、1943年1月4日にニューカレドニアに到着した。

### 1943年
南太平洋に到着してからの「スワニー」は、約7ヵ月間にわたってガダルカナル島の海兵隊に対する補給船団の護衛に従事し、ソロモン諸島を島伝いに北上していく味方の間接援護を行った。ニューカレドニアやガダルカナル島の他、エファテ島やエスピリトゥサント島にも立ち寄った。
「スワニー」は10月にサンディエゴに帰投し、11月5日までにはエスピリトゥサント島に進出した。11月13日、ガルヴァニック作戦に参加するため出撃。11月19日から23日にかけて、南部攻撃部隊の空中援護を担当しながらタラワ攻撃を行った。この時、マキンの戦いを担当する北部攻撃部隊は、依然ブタリタリを攻撃中だった。作戦終了後、護衛空母群は真珠湾経由でアメリカ本国に向かい、「スワニー」は12月21日にサンディエゴに帰投した。

### 1944年
新年を挟んで、西海岸に2週間停泊した後、「スワニー」はハワイのラハイナ水道に移動。1944年1月22日にマーシャル諸島方面へ向けて真珠湾を出撃した。北部攻撃部隊に属し、対潜哨戒に従事する一方で、クェゼリン環礁の北端に位置するロイ＝ナムル島への機銃掃射を含んだ航空攻撃を行った。2月に入ってからも、前半15日間はクェゼリン方面での対潜哨戒を継続し、次の9日間はエニウェトク環礁近海に進んでエニウェトクの戦いの支援を行った。2月24日、「スワニー」は戦場から下がって真珠湾に向かい、3月2日に帰投。2週間にわたって待機した。
「スワニー」は引き続き第5艦隊（レイモンド・スプルーアンス大将）とともにあり、3月30日と31日に行われたパラオへの空襲作戦に参加した後エスピリトゥサント島に向かい、同地に4日間停泊。その後、フロリダ諸島パーヴィス湾、マヌス島ゼーアドラー湾と北上し、ニューギニアの戦いに参加した。「スワニー」は2週間にわたって第58任務部隊（マーク・ミッチャー中将）の空母へ補充の航空機を送り込み、ホーランジアの戦いを間接的に支援した。5月5日、「スワニー」はマヌス島に帰投し、さらにエスピリトゥサント島へ後退した。
「スワニー」はエスピリトゥサント島からツラギ島およびクェゼリン環礁への航海を行った後、6月中旬にはサイパン島東方の海域に到着し、以後約1ヵ月半にわたってサイパンの戦いとグアムの戦いを支援した。マリアナ沖海戦が起こった6月19日の午後、対潜哨戒中の「スワニー」のTBFは浮上中の潜水艦を発見。爆弾4発を投下して監視していると、海面には重油が広がってきた。この潜水艦は「伊184」だった。
8月4日にマリアナ方面での作戦を終えた「スワニー」は、エニウェトク環礁を経て8月13日にゼーアドラー湾に帰投した。1ヵ月後の9月10日、モロタイ島の戦いに参加するためゼーアドラー湾を出撃。9月15日に行われたモロタイ島への上陸作戦は何事も無く終わり、ゼーアドラー湾に帰投。次のフィリピンの戦いへの準備に入った。
10月12日、「スワニー」はレイテ島攻略部隊とともにゼーアドラー湾を出撃した。この作戦にはスワニーを含めて18隻の護衛空母が参加して第77.4任務群を構成しており、司令官トーマス・L・スプレイグ少将は「サンガモン (USS Sangamon, CVE-26) 」を任務群総旗艦にしていた。任務群はさらに3つの部隊、第77.4.1任務隊（通称「タフィ1」。スプレイグ少将直卒）、第77.4.2任務隊（「タフィ2」。フェリックス・スタンプ少将）、第77.4.3任務隊（「タフィ3」。クリフトン・スプレイグ少将）に分けられていた。第77.4.1任務隊はサマール島南方海域、第77.4.2任務隊はレイテ湾口、第77.4.3任務隊はサマール島東方海上で、それぞれ哨戒と上陸部隊支援の任務を遂行していった。「スワニー」の航空機は、10月25日までヴィサヤ諸島各地に点在する日本軍拠点を片っ端から攻撃していき、またレイテ島上陸部隊の支援と、これまでと同様に空中警戒と対潜哨戒任務も行った。10月24日、第77.4.1任務隊の護衛空母のうち「サギノー・ベイ(USS Saginaw Bay, CVE-82) 」と「シェナンゴ (USS Chenango, CVE-28) 」は航空機の交換を行うためモロタイ島に向かい、残るは「スワニー」と「ペトロフ・ベイ (USS Petrof Bay, CVE-80) 」「サンガモン」「サンティー (USS Santee, CVE-29) 」の4隻となった。
10月24日から25日にかけて、日本海軍は戦略的に重要なフィリピン防衛のため、三方面から反撃を試みた。囮部隊は小沢治三郎中将の指揮下、ウィリアム・ハルゼー大将の第3艦隊と大型空母を引きつけるべく南方へと向かっていた。西村祥治中将率いる艦隊、および志摩清英中将率いる艦隊はスリガオ海峡を突破することを試みた。そして、中央の栗田健男中将の艦隊は無防備のサンベルナルジノ海峡に突入しようとした。栗田艦隊はサンベルナルジノ海峡を通過していたころ、西村艦隊および志摩艦隊にはジェシー・B・オルデンドルフ中将の第77部隊が立ちふさがって撃退し、第3艦隊は全力を挙げて小沢艦隊撃滅のため北上中だった。この事により、第77.4任務群はレイテ湾方面における、この時点で唯一の海上戦力となっていた。
10月25日7時の少し前、第77.4.2任務隊の護衛空母「カダシャン・ベイ (USS Kadashan Bay, CVE-76) 」から発進した航空機が、4隻の戦艦、8隻の巡洋艦および11隻の駆逐艦、すなわち栗田艦隊を発見した。この時、栗田艦隊に近かったのは第77.4.3任務隊で、第77.4.1任務隊はそれよりもはるか南にいた。このため、「スワニー」はサマール島沖での栗田艦隊の砲撃には遭わなかった。間もなく、第77.4.3任務隊を救うための攻撃隊を急遽編成して出動させる事となり、兵装を整えた上で暫時発進しつつあった。

### 神風

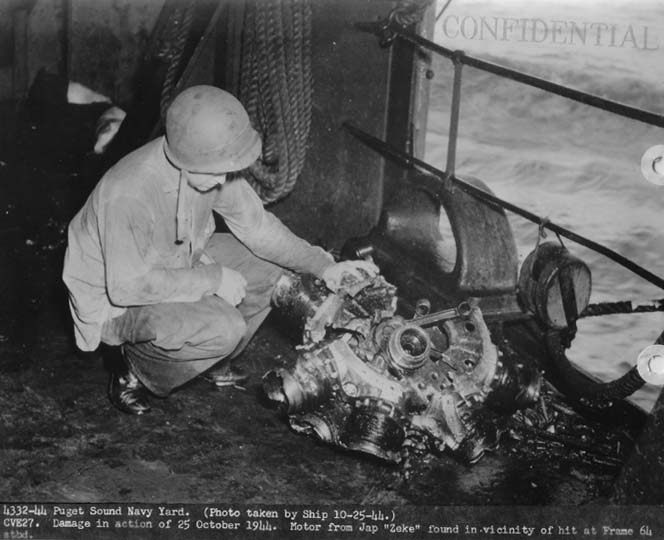
スワニーに命中して転がった特攻機のエンジン（1944年10月25日）

ところが、攻撃隊発進の真っ最中であった7時40分、1時間前の6時30分にダバオを発進して北上していた、最初の神風特別攻撃隊である菊水隊、朝日隊および山桜隊が第77.4.1任務隊に襲い掛かった。6機の零戦はただちに急降下で突入してきたため、対空砲火を打ち上げる暇も無かった。1機は攻撃隊を発進させたばかりの「サンティー」に命中。別の1機は「スワニー」の上空で旋回を始めた。「スワニー」の対空砲火はただちに応戦し、被弾したこの日本機は、「スワニー」の方向に45度の角度で突っ込んでいったものの、これは命中しなかった。この対空砲火は、一時は他の護衛空母も救った。「サンガモン」上空で攻撃の機会を待っていた神風には、5インチ砲の射撃が当たってこれを撃墜し、「ペトロフ・ベイ」への突入を試みた神風に対しても砲火を浴びせて、「ペトロフ・ベイ」は間一髪で命中から免れた。

神風2機を撃墜した「スワニー」は8時4分頃、後方約2,500メートル上空で旋回中の新たな神風を発見した。やがて、神風は急降下で突進してきたので対空砲火を浴びせかけた。神風は被弾して火を噴き、これを見た「スワニー」の乗員は落ちてゆく3機目の獲物に喝采を浴びせた。しかし、喝采を浴びせかけられたこの神風は次の瞬間、「スワニー」の後部エレベーター前方の飛行甲板に命中して直径3メートルほどの穴を空け。格納庫で爆発しておよそ7.6メートル四方の大きな穴を空けた。「スワニー」は火災こそすぐ消し止めたものの後部エレベーターが使用不能となり、71名の戦死者と82名の負傷者を出した。衛生班の将校であったウォルター・B・バーウェル中尉は、死傷者の状況について、次のように報告した。
「衛生兵の一人は、操舵室で負傷しながらも『火災で隔離されている前部にこそ、医療チームが必要だ』と報告してきた。私は彼とともに、救急バッグにモルヒネ、サルファ薬、止血帯、ワセリンおよび包帯を入れ、消火器を抱えて火災をかわしつつ前方に進んでいった。やがて、火災は海水を汲み上げて消火ホースで消し止められつつあった。私たちは、いまだくすぶる士官用区画と戦闘情報センターおよび暗号解読室を通過して、前部の舷外通路にたどり着いた。前部にいた乗員のうち、外に出ていた者は爆発で海中に吹き飛ばされていた。しかし、その他の艦内にいた乗員は、その下の格納庫で航空機から流出したガソリンによる火災に半ば晒されていた。彼らの助かる唯一の方法は海中に飛び込む事であったが、脱出する前に脱出経路にも火の手が回っていた。流出したガソリンは、我々が到着する時までには燃え尽きており、火は小さなものになっていた。しかし、デッキと隔壁は火災によってひどく焼けただれ、下部にあった小火器用の弾薬庫からは、弾薬があちこちに散らばっていた。2,3名の乗員はパニック状態に陥っており、艦から飛び出しかねない状態だった。我々は、彼らを直ちに拘束して沈静させた。やがて火は消し止められ、これ以上の犠牲者は出ないとの保証の見通しが立った。前部での負傷者の多くはひどい火傷を負っており、迅速な治療が望まれる」
「スワニー」は2時間以内に応急修理を終え、航空活動を再開させることができた。第77.4.1任務隊は、13時までにもう2回の航空攻撃を受けたが、いずれも撃退した。この時までに、栗田艦隊は謎の退却で北西に向かっていた。第77.4.1任務隊は第77.4.3任務隊との会合のため、北東に進んだ。
翌10月26日午後、第77.4.1任務隊は神風特攻大和隊の波状攻撃を受けた。このうち、第三波が空中警戒網を突破して第77.4.1任務隊上空に到達した。この時「スワニー」には対潜哨戒を終えて着艦し、格納庫に収容されつつあったTBFがエレベーター上にいた。12時40分ごろ、1機の神風がこのTBFに体当たりして大爆発を起こした。「スワニー」は操舵装置の大部分が破壊され、艦内には再び火災が発生。格納庫内にあった9機の航空機も破壊された。直後、「ペトロフ・ベイ」に向かっていた別の神風は対空砲火に被弾しつつ針路を「スワニー」の方に変え、間もなく飛行甲板に命中した。火災はしばらく続いたが、最終的には鎮火した。2日間での「スワニー」の戦死者は107名を数え、160名が負傷した。なお、この大和隊の攻撃に使われた零戦の一部は、10月25日に第77.4.3任務隊に突入した神風特攻敷島隊（関行男大尉）の直掩機（西沢広義飛曹長ほか2名）が転用されたものだった。「スワニー」は10月28日にコッソル水道に立ち寄った後、11月1日にマヌス島に帰投した。その後、本格的修理を受けるために11月6日にゼーアドラー湾を出港し、西海岸に向かった。11月19日から20日にかけて真珠湾で停泊し、11月26日にピュージェット・サウンド海軍造船所に到着。修理は1945年1月31日まで行われた。

### 1945年
修理を終えた「スワニー」は、ハンターズ・ポイント海軍造船所とアラメダを経由し、太平洋方面に向かった。2月16日に真珠湾に到着し、2月23日に出港。3月4日から14日までツラギ島に寄港した後、3月21日にウルシー環礁に到着。3月27日、沖縄戦の戦場に向かい、上陸作戦当日の4月1日に沖縄沖に到着した。
沖縄戦での「スワニー」の最初の任務は、上陸部隊への近接支援であった。数日間のうちに、先島諸島内にある神風の基地を空襲で封じ込めた後、次の77日間にわたってそれらの基地の再利用を防ぐため、定期的に圧力を掛け続けた。「スワニー」は前進根拠地の慶良間諸島を根拠地として行動し、大半は洋上での航空任務に費やされた。
6月16日、「スワニー」は沖縄海域を離れてレイテ島サンペドロ湾に向かった。一週間の停泊の後、バリクパパンの戦いに加わるためマカッサル海峡に向かった。バリクパパン近海での支援を終えた「スワニー」は、7月6日にサンペドロ湾に帰投。8月3日に出港して、8月6日に中城湾に到着した。
1945年8月15日に戦争は終わり、「スワニー」は9月2日まで沖縄に留まる。その後本国に帰還し、同月末に大西洋予備役艦隊入りした。1946年2月6日にボストン海軍工廠の泊地に停泊を指定され、1946年10月28日にボストンの第16艦隊に予備役状態で配属される。およそ2ヶ月後の1947年1月8日に退役した。
その後12年間、「スワニー」はボストンで保管される。1955年6月12日にCVHE-27（護衛ヘリ空母）へ艦種変更され、1959年3月1日に除籍された。船体は1959年11月30日にニューヨークのイスブラントセン・スティームシップ社に商船へ転換する目的で売却されたが、商船への転換は取り消され、1961年5月に同じニューヨークのJ. C. バークウィット社に転売された。最終的に1962年6月、スペインのビルバオで廃棄された。 
「スワニー」は第二次世界大戦中の戦功で13個の従軍星章を受章した。